# مايك رينز
مايك رينز (بالإنجليزية: Mike Raines)‏ هو لاعب كرة قدم أمريكية ولاعب كرة القدم الكندية أمريكي، ولد في 14 فبراير 1953 في مونتغومري في الولايات المتحدة.

## وصلات خارجية
- مايك رينز على موقع مرجع كرة القدم المحترفة.كوم (الإنجليزية)